# دهستان کشاورز
کشاوز، دهستانی از توابع بخش کشاورز شرستان شاهین دژ، واقع در استان آذربایجان غربی است
مرکز این دهستان، شهر کشاورز است این دهستان در شمال غرب شهر شاهین دژ قرار دارد.

## جمعیت
طبق سرشماری سال ۱۳۸۵، تعداد ۲۵۱۶ خانوار شامل ۱۱۱۷۹ نفر در این دهستان ساکن بوده‌اند که از این تعداد ۵۵۱۲ نفر مرد و ۵۶۶۷ نفر آن‌ها زن بودند.